# Юліус Роберт фон Маєр
Ю́ліус Ро́берт фон Ма́єр (нім. Julius Robert von Mayer; 25 листопада 1814 — 20 березня 1878) — німецький лікар та природознавець. Встановив закон збереження енергії для немеханічних процесів у 1845 році. Одним з перших обґрунтував перший закон термодинаміки. Вирахував механічний еквівалент теплоти.

## Біографічні дані
Народився в сім'ї німецького заможного пивовара.
Вивчав медицину в Тюбінгені, Мюнхені та Парижі. У 1838 році закінчив Тюбінгенський університет, здобувши ступінь доктора медицини. У 1839 році працював у клініках Парижа. У 1840 році як судновий лікар здійснив подорож на острів Яву. У процесі лікування матросів кровопусканням, він звернув увагу на те, що венозна кров була світлішою, ніж зазвичай у північних широтах, і наближалася за яскравістю до артеріальної («кров, що випускається з вени на руці, відрізнялася такою незвичайною червоністю, що, судячи за кольором, я міг би думати, що я потрапив на артерію»). Це дало йому підстави припустити, що «температурна різниця між власним теплом організму і теплом довкілля повинна знаходитися в кількісному співвідношенні з різницею в кольорі обох видів крові, тобто артеріальної і венозної … Ця різниця в кольорі є вираженням обсягу споживання кисню або інтенсивності процесу згоряння, що відбувається в організмі». Він встановив також, що кількість продуктів окиснення в організмі людини зростає із збільшенням виконаної ним роботи. Це спостереження дало Маєру підстави допустити що теплота і механічна робота здатні взаємно перетворюватись. Результати своїх досліджень він виклав у працях «Про кількісне і якісне перетворення сил» (1841, опублікована у 1881) «Зауваження щодо сил неживої природи» (1841, опублікована в журналі «Аннали хімії та фармації» в 1842 році). У цих роботах Маєр вперше сформулював закон збереження енергії, який деталізував у роботі «Органічний рух у його зв'язку з обміном речовин» (1845), теоретично обчислив механічний еквівалент теплоти і вивів зв'язок між теплоємностями для ізобаричних та ізохоричних процесів (рівняння Маєра).
Однак видатне відкриття Маєра не здобуло визнання: його праця (1845), яку він видав власним коштом окремою брошурою, тривалий час залишалась невідомою. Першовідкривачами закону стали називати Джеймса Джоуля, згодом і Германа Гельмгольца. Спроби Маєра захистити свій пріоритет у відкритті закону збереження і перетворення енергії спричинили до нападок з боку місцевих вчених. Це негативно відбилось на його психічному стані й привело до тяжкого нервового розладу та унеможливило подальшу наукову діяльність:
"Спокійний і достойний тон його заяв про пріоритет маскує ту глибоку душевну травму, котра була нанесена йому дрібною заздрістю цехових вчених і невіглаством довколишнього середовища... Достатньо сказати, що у 1850 році він зробив спробу покінчити життя самогубством, викинувшись з вікна і лишився на все життя кульгавим, Його цькували в газетах, обвинувачували скромного і чесного вченого в манії величі, піддавали примусовому "лікуванню" в психіатричній лікарні" ).
Оцінка заслуг Маєра у створенні механічної теорії тепла викликала у свій час жорстку полеміку між Клаузіусом, Тіндалем, Джоулем та Дюрингом(див. роботи К. Дюринг «Robert M. der Galilei des XIX Jahrhunderts», Хемніц, 1879; Р. Клаузіус «Mechanische Wärmetheorie I, Vieweg», Брауншвейг, 1864; Дж. Тіндаль «Heat as a Mode of Motion», 1863). І аж у 1860-х роках пріоритет Маєра у відкритті закону збереження енергії було визнано.
Роботи Маєра зібрані в його наукових виданнях «Naturwissenschaftliche Vorträge» (Штутгарт, 1871) та «Mechanic der Wärme» (Штутгарт, 1-е видання, 1867; 2-е видання, 1874).